# París-Tours 1953
}
La París-Tours 1953 fue la 47.ª edición de la clásica París-Tours. Se disputó el 4 de octubre de 1953 y el vencedor final fue el belga Joseph Schils del equipo Bianchi-Pirelli, que se impuso en solitario, con 12 segundos de ventaja sobre el pelotón. En esta edición, se batió el récord de velocidad de la competición con una media de 43.529 km/h. 

## Clasificación general[3]
|    | Ciclista         | Equipo              | Tiempo     |
| -- | ---------------- | ------------------- | ---------- |
| 1  | Joseph Schils    | Bianchi-Pirelli     | 6h 07' 37" |
| 2  | Ferdinand Kübler | Fiorelli            | 12"        |
| 3  | Georges Gilles   | Bianchi-Pirelli     | m.t.       |
| 4  | Amand Audaire    | Benotto             | m.t.       |
| 5  | André Mahé       | Peugeot-Dunlop      | m.t.       |
| 6  | Jan De Valck     | Garin-Wolber        | m.t.       |
| 7  | Rik Van Looy     | L'Avenir            | m.t.       |
| 8  | Pierre Molinéris | Fiorelli            | m.t.       |
| 9  | André Rosseel    | Terrot-Hutchinson   | m.t.       |
| 10 | Jacques Dupont   | La Perle-Hutchinson | m.t.       |